# Гірне (Луганський район)
Гі́рне — селище в Україні, у Молодогвардійській міській громаді Луганського району Луганської області. З 2014 року є окупованим.

## Географія
Загальна площа Гірного — 2,23 км². Довжина смт Гірне з півночі на південь — 2 км, зі сходу на захід — 1,8 км.
Селище міського типу розташоване в східній частині Донбасу, на відстані 7 км від Сорокиного. Географічно відноситься до степової зони. Через смт протікає річка Велика Кам'янка.

## Населення
За даними перепису 2001 року населення смт становило 224 особи, з них 100 % зазначили рідною мову російську.